# Stanisław Zybowski
Stanisław Ludwik Zybowski (ur. 9 października 1953 w Radomiu, zm. 22 listopada 2001 w Warszawie) – polski gitarzysta rockowy, mąż Urszuli i kompozytor wielu jej przebojów.

## Życiorys
Uczył się w szkole muzycznej w klasie wiolonczeli, lecz w trzeciej klasie zrezygnował. Występował w kilku amatorskich zespołach jako basista, perkusista i wokalista. W 1971 śpiewał i grał na gitarze w triu Rant, głównie utwory Led Zeppelin, Deep Purple i Jimiego Hendrixa.
W 1974, pod wpływem fascynacji muzyką Franka Zappy i Yes, wraz z Włodzimierzem Kiniorskim i Ryszardem Szpakiem założył jazzową formację Integracja. W latach 1976–1985 grał w zespole Crash, z którym nagrał trzy płyty długogrające na których znalazło się kilka skomponowanych przez niego utworów. Udzielał się także w innych wrocławskich formacjach oraz powołał do życia własny projekt Jazz Guitar Workshop.
Po rozpadzie Crashu w 1985 dołączył do zespołu Plugawym Anonimie, a od 1987 współpracował z Grzegorzem Ciechowskim.
W 1986 trafił do Budki Suflera, gdzie poznał Urszulę. Z lubelską formacją nagrał album studyjny pt. Ratujmy co się da!!, na którym znalazły się dwie jego kompozycje, oraz minialbum pt. American Tour. Po rozstaniu z Budką Suflera w 1988, założył z Urszulą zespół Jumbo. Od tej chwili stając się także głównym kompozytorem piosenkarki. W 1989 wraz z Urszulą wystąpił podczas koncertu Polska Promocja w ramach Międzynarodowego Festiwalu Piosenki w Sopocie. Lata 1990–1994 obydwoje spędzili w Stanach Zjednoczonych, gdzie występowali, a Zybowski dorabiał, pracując jako szofer w firmie limuzynowej. W latach 1988—2001 nagrał z Urszulą i wyprodukował jej kolejne albumy: Czwarty raz, Urszula & Jumbo, Biała droga, Akustycznie, Supernova i Udar. Ponadto skomponował większość utworów na te płyty, a kilka z nich stało się przebojami — „Rysa na szkle”, „Na sen”, „Niebo dla Ciebie”, „Anioł wie...”, „Dnie-ye!”, „Udar”, „Piesek twist” i „To, co było raz”.
W 1999 nawiązał współpracę z Małgorzatą Ostrowską, której wyprodukował pierwszy solowy album pt. Alchemia. Płyta zawierała także dwie jego kompozycje: „Cisza jak dziś” i „Teraz kiedy wiem”, które wybrane zostały na single promujące to wydawnictwo.
Muzyk rozpoczął również pracę nad własną płytą solową. Nie zdążył jej ukończyć; zmarł na żółtaczkę mechaniczną w warszawskim szpitalu Akademii Medycznej na Banacha.
W czerwcu 2009 do rozgłośni radiowych trafił singiel Urszuli, „Wstaje nowy dzień”, do której muzykę skomponowała 20 lat wcześniej razem z S. Zybowskim. W 2010 Urszula zapowiedziała wydanie solowej płyty gitarzysty. W czerwcu 2013 piosenkarka zaprezentowała singiel, zatytułowany „Miłość”, tj. polskojęzyczną wersję skomponowanego przez Zybowskiego utworu „I Really Have To Go” z albumu Urszula & Jumbo.
20 listopada 2015 odbyła się premiera płyty DVD + CD Biała droga Live – Woodstock Festival Poland 2015. Album stanowi zapis koncertu, który Urszula z zespołem zagrała z okazji 20-lecia nagrania płyty Biała droga, stanowiącej jej i S. Zybowskiego największy sukces komercyjny. Koncert miał miejsce w nocy 29/30 lipca 2015 na scenie Akademii Sztuk Przepięknych podczas 21. Przystanku Woodstock. W jego trakcie zostały zaprezentowane m.in. wszystkie piosenki z Białej drogi.
25 marca 2016, z okazji 20-lecia wydania płyty Biała droga, ukazała się jej reedycja zawierająca materiał zremasterowany z oryginalnych taśm. Wydawnictwo zostało wzbogacone o singiel „Król w malinach”, będący jednym z dwóch utworów, które nie weszły pierwotnie na album. Drugiej z piosenek, „Zły (Człowiek)” nie udało się odnaleźć na taśmach-matkach i z powodu złej jakości nagrania nie dostała się ona na reedycję płyty, została jedynie udostępniona na fanpage'u Urszuli. Oba niepublikowane wcześniej utwory pochodzą z sesji do Białej drogi, z 1995 roku. Album, po 20 latach, został również po raz pierwszy wydany na płycie winylowej. Z okazji jubileuszu Białej drogi stworzono również stronę internetową zawierającą archiwalne materiały.
16 września 2016 miała miejsce premiera albumu Biała droga Live. Materiał CD + DVD powstał z klubowej trasy koncertowej Urszuli „Największe przeboje”, odbytej wiosną 2016 z okazji jubileuszu „Białej drogi”. Jako bonus na płycie DVD umieszczono dwa archiwalne nagrania z Festiwalu Opole 1996 r.

## Życie prywatne
Stanisław Zybowski miał trzech braci. Z pierwszego małżeństwa ma dwoje dzieci: syna Pawła i córkę Katarzynę; Paweł Zybowski był perkusistą rockowego zespołu Rh+. W 1985 poznał piosenkarkę Urszulę, z którą ma syna Piotra (ur. 1987). W latach 90. zwyciężył w loterii wizowej, dzięki czemu uzyskał zieloną kartę, po czym w 1992 sformalizował związek z Urszulą.

## Dyskografia

### Płyty długogrające
Źródło.
- 1979 Crash – Senna opowieść Jana B.
- 1982 Crash – Every Day a Trial
- 1983 Crash – Something Beautiful Bot Not Expensive
- 1988 Budka Suflera – American Tour
- 1988 Budka Suflera – Ratujmy co się da!!
- 1988 Urszula – Czwarty raz
- 1988 Obywatel G. C. – Stan strachu
- 1990 John Porter – It's Kids Life
- 1992 Urszula & Jumbo – Urszula & Jumbo
- 1994 Budka Suflera – Budka w Operze, Live From Sopot ’94
- 1996 Urszula – Biała droga (reedycja 2016)
- 1996 Urszula – Akustycznie
- 1998 Urszula – Supernova
- 1998 Urszula – Udar
- 1999 Małgorzata Ostrowska – Alchemia
- 2002 Urszula – The Best
- 2010 Urszula – Dziś już wiem
- 2013 Urszula – Eony snu
- 2015 Urszula – Biała droga Live – Woodstock Festival Poland 2015
- 2016 Urszula – Biała droga Live

### Single promocyjne
Źródło.
- 1983 Crash – Needle Of Love
- 1996 Urszula – Na sen
- 1996 Urszula – Coraz mniej
- 1997 Urszula – Biała droga
- 1997 Urszula – Akustycznie
- 1997 Kayah – Uwierz... to nie ja (z Urszulą)
- 1998 Urszula – Anioł wie...
- 1998 Urszula – Dnie-ye!
- 1998 Urszula – Żegnaj więc
- 1999 Małgorzata Ostrowska – Cisza jak dziś
- 1999 Urszula – Rysa na szkle
- 1999 Małgorzata Ostrowska – Teraz kiedy wiem
- 1999 Urszula – Depresja
- 2000 Urszula – Udar
- 2001 Urszula – Piesek twist
- 2001 Urszula – Klub samotnych serc
- 2001 Urszula – Progress
- 2002 Urszula – To, co było raz
- 2010 Urszula – Wstaje nowy dzień
- 2013 Urszula – Miłość
- 2015 Urszula – Na sen
- 2015 Urszula – Ja płaczę
- 2016 Urszula – Król w Malinach